# Чемпионат мира по футболу 7×7 2011
3-й Чемпионат мира по футболу (по 7 человек) среди лиц с церебральным параличом прошёл в Нидерландах с 17 июня по 1 июля 2011 года. Турнир являлся отборочным на XIV Паралимпийские летние игры 2012 года. Четыре лучших по итогам турнира сборных приняли участие в Паралимпиаде.